# Cașubi

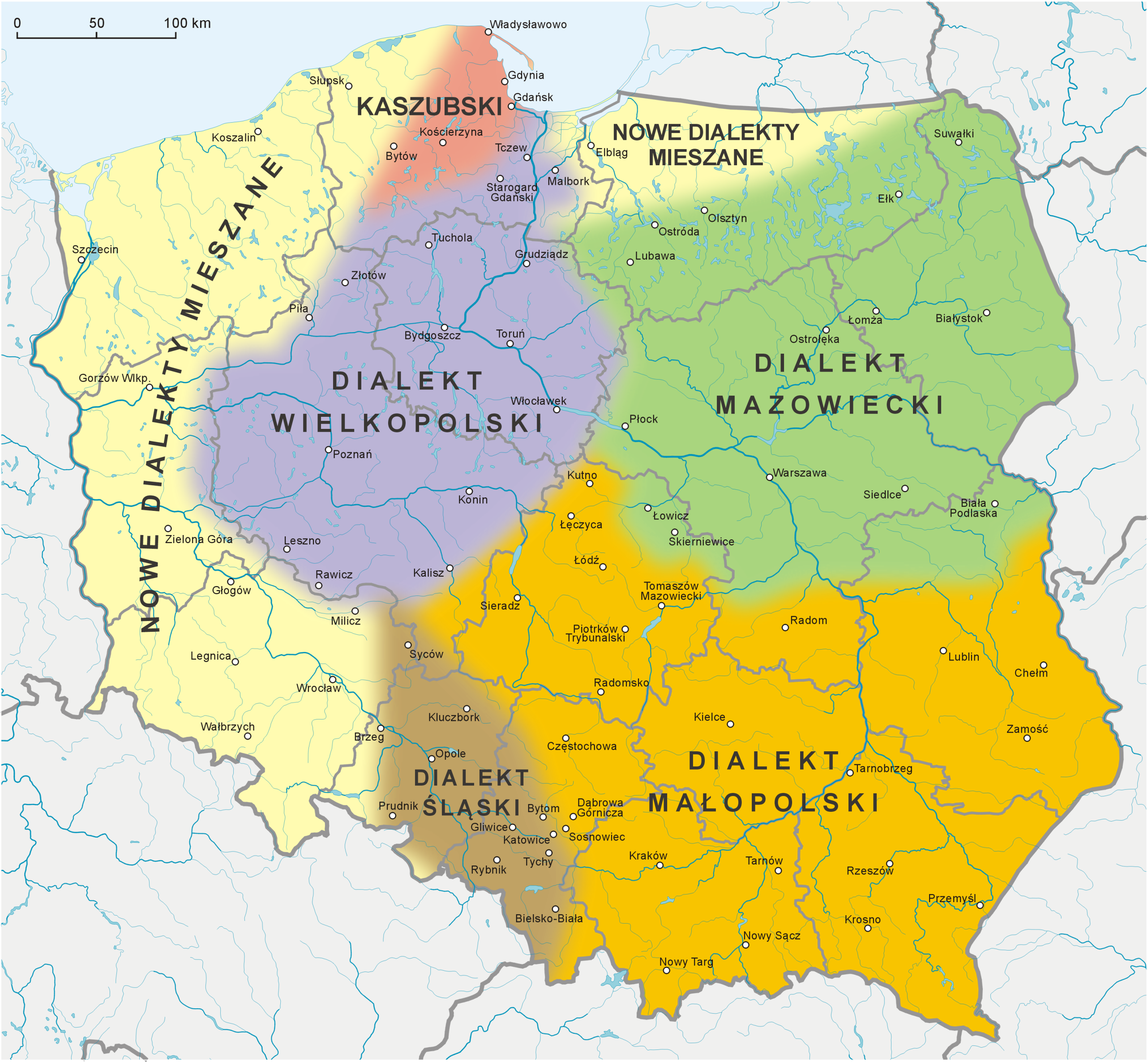
Cel mai bine păstrate dialecte: cel velicopolon, cel malopolon, cel mazovian și cel silezian (uneori considerat ca limbă aparte). Limba cașubiană, care este vorbită în părțile nordice ale statului (voievodatul Pomerania) și are statut de limbă auxiliară, nu este un dialect polonez, ci face parte din sistemul dialectelor pomeraniene, fiind unica rămășiță a acestei limbi.

Cașubii sau cașubienii (în cașubiană Kaszëbi, în poloneză Kaszubi, în germană Kaschuben) sunt un popor slav care trăiește în Cașubia, regiune din nordul Poloniei.
Kartuzy (Kartuzë), Kościerzyna (Kòscérzëna) și Gdańsk (Gduńsk) sunt capitale neoficiale ale Cașubiei și sedii culturale ale cașubilor. Între orașele mari, Gdynia (Gdiniô) are cel mai mare număr de oameni care se declară de origine cașubă, iar Gdańsk este drept capitala voievodatului Pomerania. Ocupațiile tradiționale ale cașubilor erau agricultura și pescuitul — astăzi sunt populare și practicate împreună cu industria și agroturismul.
Câteva organizații se ocupă cu păstrarea identității etnice a cașubilor. Cea mai veche și mai mare este Asociația Cașubo-Pomeraniană.
Unul din cașubienii cei mai cunoscuți este politicianul Donald Tusk.

## Demografie
Numărul total al cașubilor este variabil, depinzând de modul în care sunt recenzați cetățenii. Evaluarea este că aproximativ 300.000 de persoane din Polonia sunt de etnie cașubă. Estimările variază între 50.000 și 500.000.
La recensământul polonez din 2002 doar 5.100 de oameni au declarat naționalitate cașubă, iar 51.000 au declarat cașubă ca limbă maternă și folosită acasă. Majoritatea cașubilor însă s-au declarat de naționalitate poloneză, dar etnie cașubă.

## Numărul estimat de cașubieni (2005)[1]
| Județ/oraș               | Procentul de cașubieni | Procentul de persoane cu o descendență parțială casubiană | Procentul de non-cașubieni | Numărul de casubi și de persoane cu o descendență parțială casubiană |
| ------------------------ | ---------------------- | --------------------------------------------------------- | -------------------------- | -------------------------------------------------------------------- |
| Kartuski                 | 83,8                   | 10,0                                                      | 6,2                        | 94 136                                                               |
| Pucki                    | 64,6                   | 15,6                                                      | 19,8                       | 56 358                                                               |
| Kościerski               | 61,4                   | 13,1                                                      | 25,5                       | 49 116                                                               |
| Wejherowski              | 47,9                   | 18,2                                                      | 33,9                       | 113 097                                                              |
| Bytowski                 | 34,9                   | 14,3                                                      | 50,8                       | 37 757                                                               |
| Gdański                  | 21,0                   | 9,6                                                       | 69,4                       | 13 742                                                               |
| Chojnicki                | 19,1                   | 7,2                                                       | 73,7                       | 23 926                                                               |
| Lęborski                 | 16,4                   | 13,3                                                      | 70,3                       | 19 594                                                               |
| Gdynia                   | 15,8                   | 16,0                                                      | 68,2                       | 81 090                                                               |
| Sopot                    | 5,8                    | 7,9                                                       | 86,3                       | 5 795                                                                |
| Człuchowski              | 5,8                    | 7,5                                                       | 86,7                       | 7 814                                                                |
| Gdańsk                   | 4,7                    | 5,6                                                       | 89,7                       | 47 163                                                               |
| Słupski și orașul Słupsk | 3,4                    | 5,5                                                       | 91,1                       | 17 449                                                               |
| Total                    | 23,0                   | 10,4                                                      | 66,6                       | 566 737                                                              |

Datele vor fi actualizate după centralizarea și prelucrarea informațiilor colectate din Recensămâtul național al populaței și locuințelor din Polonia (Narodowy Spis Powszechny Ludności i Mieszkań 2021 - NSP 2021). 

## Diaspora cașubiană
Între 1855 și 1900, aproximativ 100.000 de cașubeni au emigrat în Statele Unite, Canada, Brazilia, Noua Zeelandă și Australia în așa-numita diasporă cașubiană, în mare parte din motive economice. În 1899, cărturarul Stefan Ramult a numit Winona din Minnesota, „capitala casubiană a Americii”, din cauza dimensiunii comunității cașubiene din oraș. Datorită credinței lor catolice, cașubienii au devenit supuși Kulturkampf al Prusiei între 1871 și 1878. Cașubienii s-au confruntat cu mai multe valuri de germanificare, inclusiv cu cele ale clerului evanghelic luteran. Eforturile au avut succes în Lauenburg (Lębork) și Leba (Łeba), unde populația locală a folosit alfabetul gotic. În ciuda lipsei de respect arătată de unii oficiali și junkeri prusaci (aristocrat latifundiar sau și aristocrat tânăr), cașubienii au coexistat pașnic cu populația germană locală până la începutul celui de-al doilea război mondial. În perioada interbelică, legăturile Cașubiei cu Polonia au fost fie accentuate, fie neglijate de către autorii polonezi și germani, mai ales în privința argumentelor privind Coridorul polonez.
În timpul celui de-al doilea război mondial, cașubienii au fost considerați de naziști ca fiind „de origine germană” sau „înclinați spre germanitate” și „capabili de germanizare”. Astfel, au fost incluși în categoria a III-a a Listei Poporului German (Deutsche Volksliste, clasificare etnică germană), dacă legăturile cu națiunea poloneză ar putea fi dizolvate. Cu toate acestea, cașubienii care erau suspectați de partizanat în favoarea Poloniei, în special cei cu studii superioare, au fost arestați și executați. Locul principal al execuțiilor a fost Piaśnica (Gross Plassnitz), unde au fost executați 12.000 (Masacrele de la Piaśnica). Administratorul german al zonei Albert Forster i-a considerat pe cașubieni de „valoare scăzută” și nu a susținut nicio încercare de a crea naționalitatea casubiană. Unii cașubieni au organizat grupuri de rezistență anti-naziste, Gryf Kaszubski (mai târziu Gryf Pomorski) și Zwiazek Pomorski (Uniunea Pomeraniă în exil) în Marea Britanie. Când au fost reintegrați în Polonia, susținătorii autonomiei cașubiene s-au confruntat cu opoziția regimului comunist care se străduia să obțină omogenitatea etnică și să prezinte cultura cașubiană ca fiind doar folclor. Cașubienii au fost trimiși la minele din Silezia, unde s-au întâlnit cu silezienii care se confruntau cu probleme similare. Lech Bądkowski din opoziția casubiană a devenit primul purtător de cuvânt al federației sindicale Solidaritatea (Solidarność).

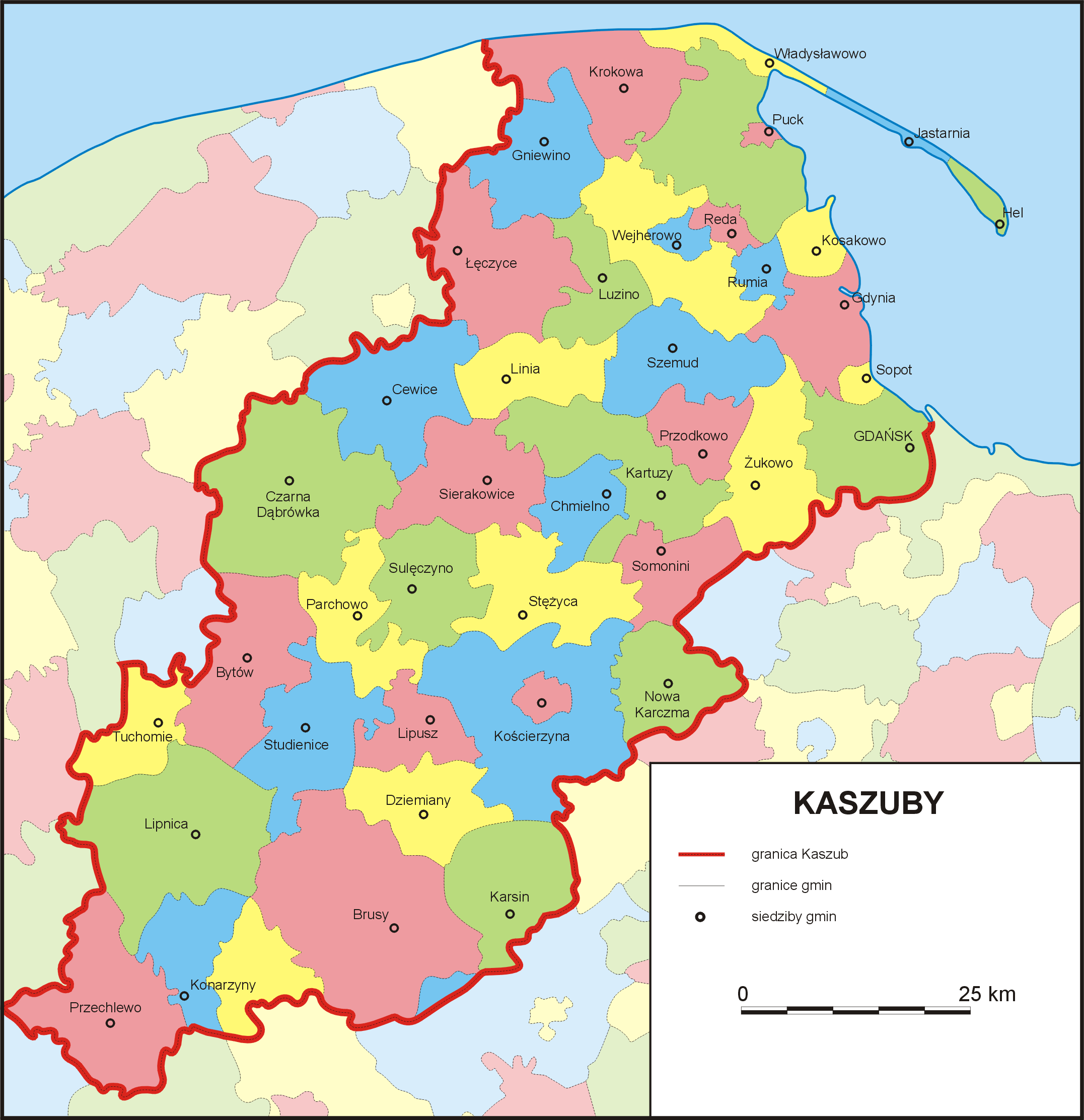
Harta cu unitățile admninistrative incluse în regiunea Cașubia

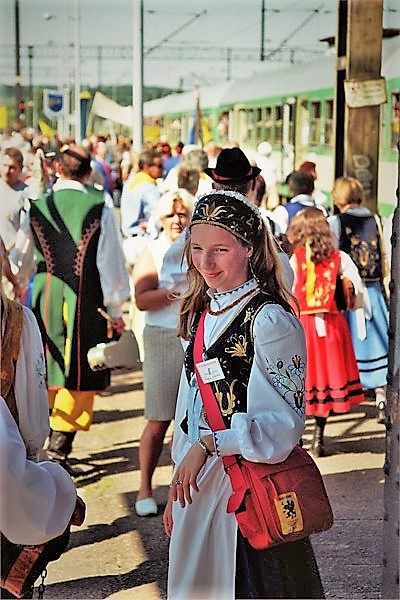
Tânără în costum național cașubian în timpul unei călătorii la Convenția Cașubiană în 2005

## Media
Cașubienii pot urmări programele în limba cașubiană o dată pe săptămână pe TVP3 Gdańsk, precum și pe Rodnô zemia și Tedë jo. Radio Kaszëbë este difuzat în limba cașubiană. Radio Gdańsk difuzează 2 programe în limba cașubiană: Klëka (de 4 ori pe săptămână de la 22:40 la 23:05 și luni până la 23:00) și Magazyn Kaszubski (o dată pe săptămână. Emisiunile în cașubiană sunt, de asemenea, difuzate în mod regulat de Twoja Telewizja Morska. Cașubienii au, de asemenea, o prezență semnificativă pe Internet. Cele mai importante pagini sunt: 
- Kaszubi.pl
- Kaszëbskô Jednota
- Radio Kaszëbë - primul post de radio în limba cașubiană din istorie, care funcționează din decembrie 2004.[12]
- Kashubia noastră

Din 2006, sunt disponibile, de asemenea, programul de operare Linux în limbă cașubă și o tastatură cu caractere cașube (pentru Windows, MacOS și Linux).

## Cașubieni celebri
- Lech Bądkowski (1920–1984) scriitor, jurnalist, translator, activist politic, cultural, și social
- Józef Borzyszkowski (1946– ) istoric, politician, fondatorul Institului Cașubian
- Jerzy Łysk (1950 - ) poet, cântăreț, compozitor, animator artistic și manager de instituții culturale
- Paul Breza (1937– ) preot american, activist cașubo-american
- Jan Romuald Byzewski (1842–1905) Kashubian-born preot american și activist social născut în Cașubia.
- Florian Ceynowa (1817–1881) activist politic, scriitor, lingvist și revoluționar
- Arnold Chrapkowski (1968 – ) Father General of the Order of Saint Paul the First Hermit
- Hieronim Derdowski (1852–1902) scriitor, editor de ziar și activist politc american născut în Cașubia
- Konstantyn Dominik (1870–1942) episcop auxiliar al Chełmno (acum Pelplin)
- Günter Grass (1927–2015) caștigător Premiu Nobel, autor german cu origini Cașubiene
- Marian Jeliński (1949– ) veterinar, autor, activist
- Wojciech Kasperski (1981– ) director film, scenarist
- Monika Krzebietke - manager al departamentului de instruire al UK ENIC (UK National Information Centre for global qualifications and skills)
- Zenon Kitowski (1962– ) clarinetist
- Józef Kos (1900–2007) veteran WWI
- Gerard Labuda (1916–2010) istoric
- Mark Lilla (1956–) scriitor american, istoric
- Aleksander Majkowski (1876–1938) autor, publicist, activist cultural, scriitor de piese
- Marian Majkowski (1926–2012) autor, arhitect
- Mestwin II (1220–1294) conducător al Pomeraniei de Est Unite
- Jerzy Samp (1951–2015) scriitor, publicist, istoric si activist social
- Wawrzyniec Samp (1939– ) sculptor and artist grafic
- Franziska Schanzkowska (1896–1984); a.k.a. Anna Anderson, impostor care a pretins ca este Anastasia Romanova, fiica Țarului Nicolae al II-lea al Rusiei
- Danuta Stenka (1962– ) actriță
- Swantopolk II (1195–1266) conducător al Pomeraniei de Est
- Brunon Synak (1943–2013) profesor de sociologie și activist
- Jerzy Treder (1942–2015), filolog și lingvist, expert în studii cașubiene
- Jan Trepczyk (1907–1989) poet, compozitor, lexicograf și creator al dicționarului polon-cașubian
- Donald Tusk (1957– ) istoric, politician, liderul Platformei Civice, Prim ministru al Poloniei și Președinte al Consiliului European
- Ludwig Yorck von Wartenburg (1759–1830) Feldmareșal Prusac
- Erich von Manstein (Fritz Erich Georg Eduard von Lewinski) (1887–1973), Feldmareșal German
- Friedrich Bogislav von Tauentzien 1710 in Tawęcino (German:Tauenzien), † 21. März 1791 in Wrocław (Breslau)/ General Prusac
- Erich von dem Bach-Zelewski (1899–1972) Criminal de război nazist și pionier al tacticii anti-partizane
- Emil von Zelewski [de] (1854–1891), Ofițer prus
- Paul Yakabuski (1922–1987), primul cașubian ales în 1963 membru al Adunării Legislative din Ontario, Canada
- Jan Gierszewski(1882-1951) Co-fondator al organizației militare secrete Kashubian Griffin în timpul celui de-al doilea război mondial, cu numele de cod „Major Rys”